# أسوس (مدينة)
أسوس (باليونانية: Ἄσσος) وتعرف الآن باسم بهرام (بالتركية: Behram) هي مدينة تركية حالياً ويونانية قديماً في إقليم طروادة، وتقع على الخليج الأدراميتي.
بنيت بلدة أسوس اليونانية على مستوى عالي فوق مخروط من الصخور البركانية، ذلك أن الشق الطبيعي للصخور البركانية كان مقطوعا بشكل طولي وكان تشكيله سهلا نسبيا على العمالة البشرية؛ وبنيت صفا فوق صف، وتوجت قمة الصخرة بمعبد أثينا الدوري. المنظر من القمة له أهمية جمالية تاريخية كبيرة. في المقدمة تظهر جزيرة لسبوس، التي يقال بأن مؤسسي أسوس الأوائل أتوا من إحدى بلداتها وهي ميثيمنا، ومن الحتمل أنها ترجع للعام 1000 أو 900 قبل الميلاد. ويظهر الشريط الساحلي الجنوبي لإقليم طروادة بأكمله، وفي المنطقة الجنوبية الشرقية، في أرض مملكة بيرغامون القديمة، ومنها انتقلت سيادتها إلى روما بورث من أتالوس الثالث (133 قبل الميلاد). يرتفع جبل إيدا في الشرق. وشمالا يلتف نهر توزلا في وادي خصب. هذا الوادي يعبر الطريق الذي أتى منه الرسول بولس عندما أتى برا من الإسكندرية الطروادية إلى أسوس، وترك رفاق سفره للمضي بحرا. البوابة الشمالية الغربية، التي يقود إليها هذا الطريق، ما زالت محاطة ببرجين هائلين من عمل هيليني. وعلى الشاطئ يمكن تتبع أثر المرفأ القديم عن طريق الكتل الصخرية الكبيرة تحت الماء الصافي. وعند أسوس يوجد الميناء الوحيد على مدى 50 ميلا (80 كم) على الساحل بين رأس ليكتوم والطرف الشرقي من الخليج الأدراميتي؛ لذلك لا بد أنه كان مكان شحن رئيسي لصادرات جنوب إقليم طروادة.
القوة الطبيعية للموقع حمته ضد الهجمات الصغيرة؛ لكن، مثل البلدات الأخرى في تلك المنطقة، عرفت العديد من السادة - الليديون، الفرس، ملوك بيرغاموم، الرومان والأتراك العثمانيون. من الحروب الفارسية إلى حوالي العام 350 قبل الميلاد تمتعت أسوس باستقلال جزئي على الأقل. وخلال السنوات 348-345 قبل الميلاد أمضى أرسطو ثلاث سنوات في أسوس مع هيرمياس، وهو عبد سابق خلف سيده السابق يوبولوس كطاغية على أسوس وأتارنيوس. ترك أرسطو بعض الأشعار كدعاء إلى أريتي (الفضيلة)، يحيي محاسن هيرمياس، الذي كان قد قبض عليه بخيانة الفرس ومات.
تغير اسمها في زمن الأتراك إلى بهرام، وما تزال أسوس أهم الموانئ التجاري جنوب طروادة، وكانت المكان الذي ترسل منه أحمال السنديان بالجمال لكافة أنحاء البلاد. تم تنظيم الاستكشافات في أسوس بين عامي 1881-1883 من قبل السيد جوزف تاتشر كلارك لصالح المعهد الأثري الأمريكي. كان الهدف الرئيسي أن يتم تنظيف معبد أثينا الدوري، الذي بنى حوالي العام 470 قبل الميلاد. هذا المعبد مميز بسبب المسند المنحوت الذي أخذ مكان الإفريز العادي. والمشاهد المصورة عليه أسطورية في جزء منها (أعمال هرقل)، بينما تحمل الشعارات في أجزاء أخرى. وتم نقل ثمان عشرة لوح إلى اللوفر في عام 1838؛ بينما الأجزاء الأخرى ذهبت مع الأمريكيين، وتم رسم تصميم أساسي علمي. الحيطان الهيلينية المحفوظة جيدا درست أيضا.